# ビエホ橋 (アバラン)
ビエホ橋（スペイン語: Puente Viejo）は、スペイン・ムルシア州アバランにある橋梁である。

## 構造
ビエホ橋はセグラ川の上に架けられた、長さ65メートル (m)、幅4 mの橋である。

## 歴史

### 建設時
アバランはセグラ川によって分断されている。このため、2018年現在のビエホ橋の場所付近には、昔から洪水などで橋が壊される度に、また新たな橋が架けられてきた。そして、1888年に起きた洪水で橋が壊された後には、ここに橋を架け直すことになった。ただ、この時は、将来も発生するであろう洪水に耐えられるような鉄製の橋を建設することにした。また、橋の高さは、1860年に起きた洪水の際の最高水位を参考に決定された。耐加重は、橋の上を砂利を運搬する荷車が通過しても大丈夫なのように計算して決定された。

### 経年劣化
ビエホ橋にも経年劣化が起きている。